# 1549 a tudományban
Az 1549. év a tudományban és a technikában.

## Halálozások
- január 23. – Johannes Honterus erdélyi szász humanista polihisztor, egyházszervező lutheránus reformátor, természettudós, pedagógus, könyvkiadó (* 1498)